# Джеймсон, Клод
Клод Стэнли Джеймсон (англ. Claude Stanley Jameson; 20 января 1886, Сент-Луис, Миссури — 12 февраля 1943, Лос-Анджелес, Калифорния) — американский футболист, бронзовый призёр летних Олимпийских игр 1904.
На Играх 1904 в Сент-Луисе Джеймсон выступал за вторую сборную США. Проиграв два матча и проведя один вничью, он занял третье место и получил бронзовую медаль.